# Busscar
Busscar era un fabricant brasiler de carrosseries d'autobusos, amb seu a Joinville, Santa Catarina (Brasil). L'empresa va iniciar les seves activitats amb la marca Nielson, modificada el 1989 per Busscar, elegit perquè és la unió dels termes alemanys de buss (autobús) i car (carrosserie).
A la dècada del 2000 va començar una greu crisi financera, que va culminar amb el tancament de la producció i la seva fallida el 2012